# بيوبا
بيوبا (باليابانية: ピューパ، بالروماجي: Pyūpa)
هي سلسلة مانغا يابانية من تأليف ورسم
ساياكا موغي، نشرت من قبل إيرث ستار إينترتيمنت [الإنجليزية] في مجلة إيرث ستار كومكس [الإنجليزية]، منذ 12 مارس عام 2011 حتى 12 ديسمبر عام 2013،  تم تجميع فصول المانغا في 5 مجلدات تانكوبون، نشرت منذ 11 نوفمبر عام 2011 حتى 12 فبراير عام 2014. أنتجت إلى مسلسل أنمي من قبل ستوديو دين، عرض الأنمي في 9 يناير عام 2014 واستمر عرضه حتى 28 مارس عام 2014، وتكون من 12 حلقة.

## القصة
تدور أحداث القصة عن أوتسوتسو وأخته الصغيرة يومي. كان والدهم رجلاً سيئًا للغاية، حيث كان يضرب والدتهم ثم يضربهما بعد أن طُرد من العمل. وبعد الطلاق بدأت والدتهما بمواعدة رجل آخر وتركت المنزل وتركهما والدها أيضًا. وعد أوتسوتسو نفسه بأنه سيحمي أخته يومي دائمًا. بعد رؤيتها الفراشات الحمراء، أصيب هذان الشقيقان بفيروس يعرف باسم بيوبا. يحول هذا الفيروس الكائنات الحية إلى وحوش لا تشبع، وتسعى فقط للتغذية على أي نوع من الكائنات الحية. تستسلم يومي للتأثيرات الفيروس، أوتسوتسو بدلاً من أن يتحول إلى وحش، اكتسب قوى تجديدية. من أجل قمع الفيروس في جسم يومي، يجب على أوتسوتسو تناول دواء وجعل يومي تأكل من لحمه.

## الشخصيات
أوتسوتسو هاسيغاوا (باليابانية: 長谷川 現، بالروماجي: Hasegawa Utsutsu)
أداء صوتي: نوبوناغا شيمازاكي، ماريا إيسي (أيام طفولة)
يومي هاسيغاوا (باليابانية: 長谷川 夢، بالروماجي: Hasegawa Yume)
أداء صوتي: إيبوكي كيدو
ساتشيكو هاسيغاوا (باليابانية: 長谷川 幸子، بالروماجي: Hasegawa Sachiko)
أداء صوتي: ماميكو نوتو
شيرو أونيجيما (باليابانية: 鬼島 四郎، بالروماجي: Onijima Shirō)
أداء صوتي: كوجي يوسا
ماريا / آي إيماري (باليابانية: マリア، بالروماجي: Maria) / (باليابانية: 伊万里 愛، بالروماجي: Imari Ai)
أداء صوتي: كيوكو نارومي
ماكوتو هوتوكي (باليابانية: 仏木، بالروماجي: Makoto Hotoki)
أداء صوتي: كينجيرو تسودا
يوهي أريتا (باليابانية: 有田 雄平، بالروماجي: Arita Yūhei)
أداء صوتي: شيوري ميكامي (أيام الشباب)

## وصلات خارجية
- بيوبا على موقع ANN anime (الإنجليزية)
- بيوبا على موقع ANN manga (الإنجليزية)